# Templenagalliaghdoo
Die Ruinen des Templenagalliaghdoo (irisch Teampall na gCailleach Dubh, dt.: Kirche der schwarzen Nonnen) liegen in der Nähe von Crossmolina im County Mayo in Irland.
Es handelt sich um die rechteckigen Grundmauern eines kleinen Oratoriums, das etwa 60,0 m von der Errew Abbey entfernt liegt. Der Tempel ist ein Nationalmonument und liegt an der Stelle eines verschwundenen Klosters, das St. Tighernan (oder St. Tiernan) von der Iroschottischen Kirche im 6. Jahrhundert gegründet haben soll. Der Grundriss zeigt, dass der Bau nach dem Umbau das Portal an der Südseite erhielt. Ursprünglich lag es an der Westseite.